# Комароловка сиза
Комароловка сиза (Polioptila caerulea) — невеликий співочий птах родини комароловкових (Polioptilidae), поширений у Північній Америці та на Карибах.

## Поширення
Птах поширений в США, на південному сході Канади та на півночі Мексики. Живе у відкритих листяних лісах та серед чагарникових заростей. Взимку птах мігрує на південь США, в Мексику, Беліз, Гватемалу, Гондурас, на Кубу, Багами, Теркс і Кайкос та Кайманові острови.

## Опис
Дрібний птах, завдовжки 12 см. Забарвлення оперення верхньої частини тіла блакитно-сіре, нижня частина тіла забарвлена в білий колір. Дзьоб довгий, тонкий, чорний, очні кільця білі, хвіст довгий, чорний з білим зовнішнім пір'ям. Самець має більше блакитного кольору, ніж самиця, а влітку має чорні брови. У самиць верх більш сіруватого кольору, часом із коричневим або зеленкуватим відтінком, тьмяніший, ніж у самця. Під час линьки хвіст знизу може виглядати цілком темним.

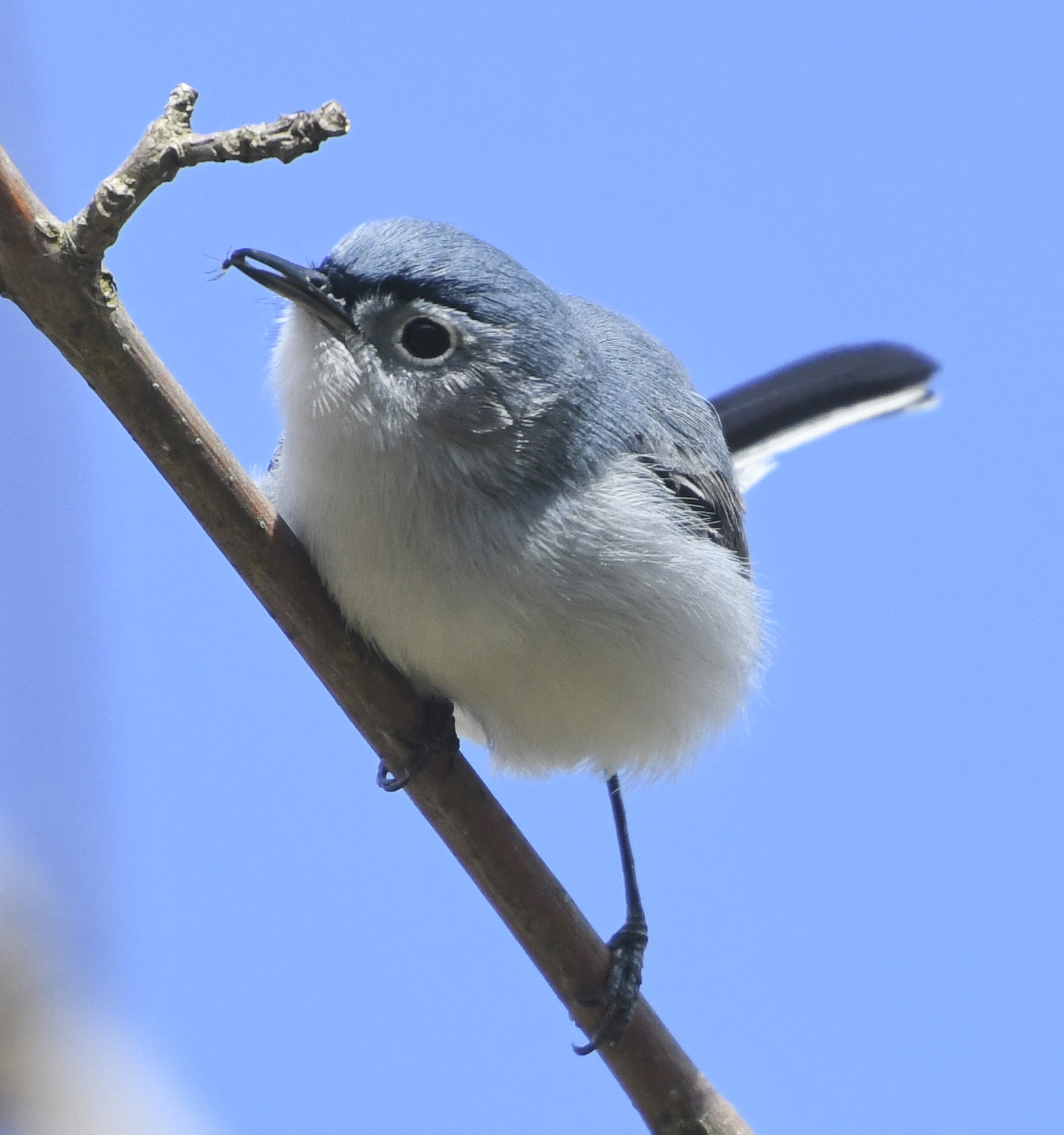
Самець із комашкою
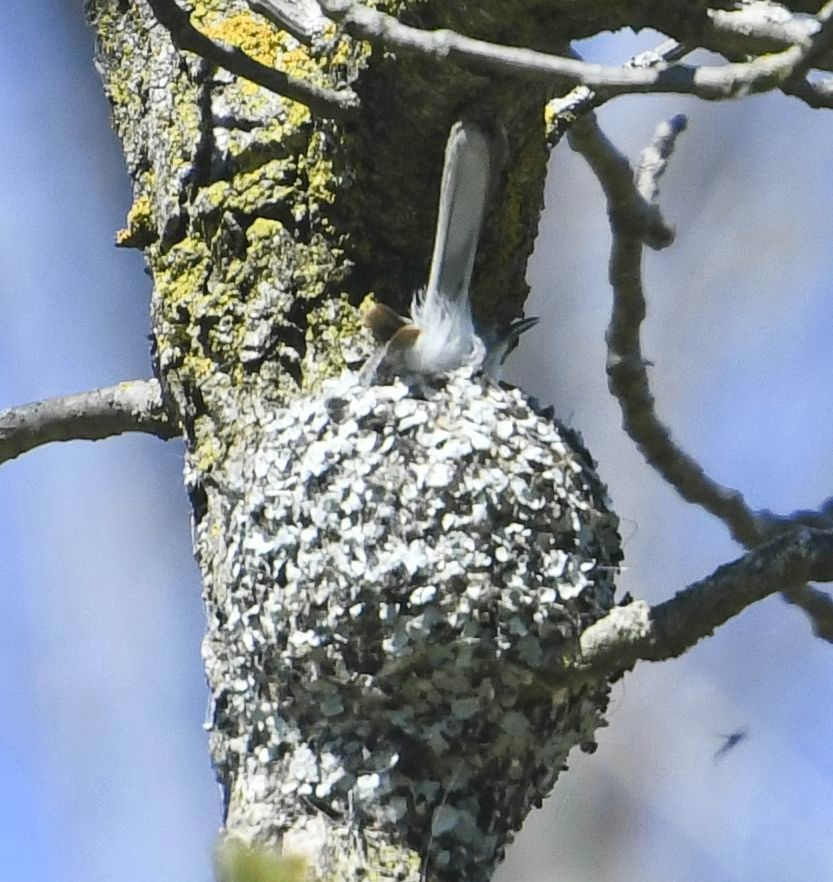
Гніздо комароловки
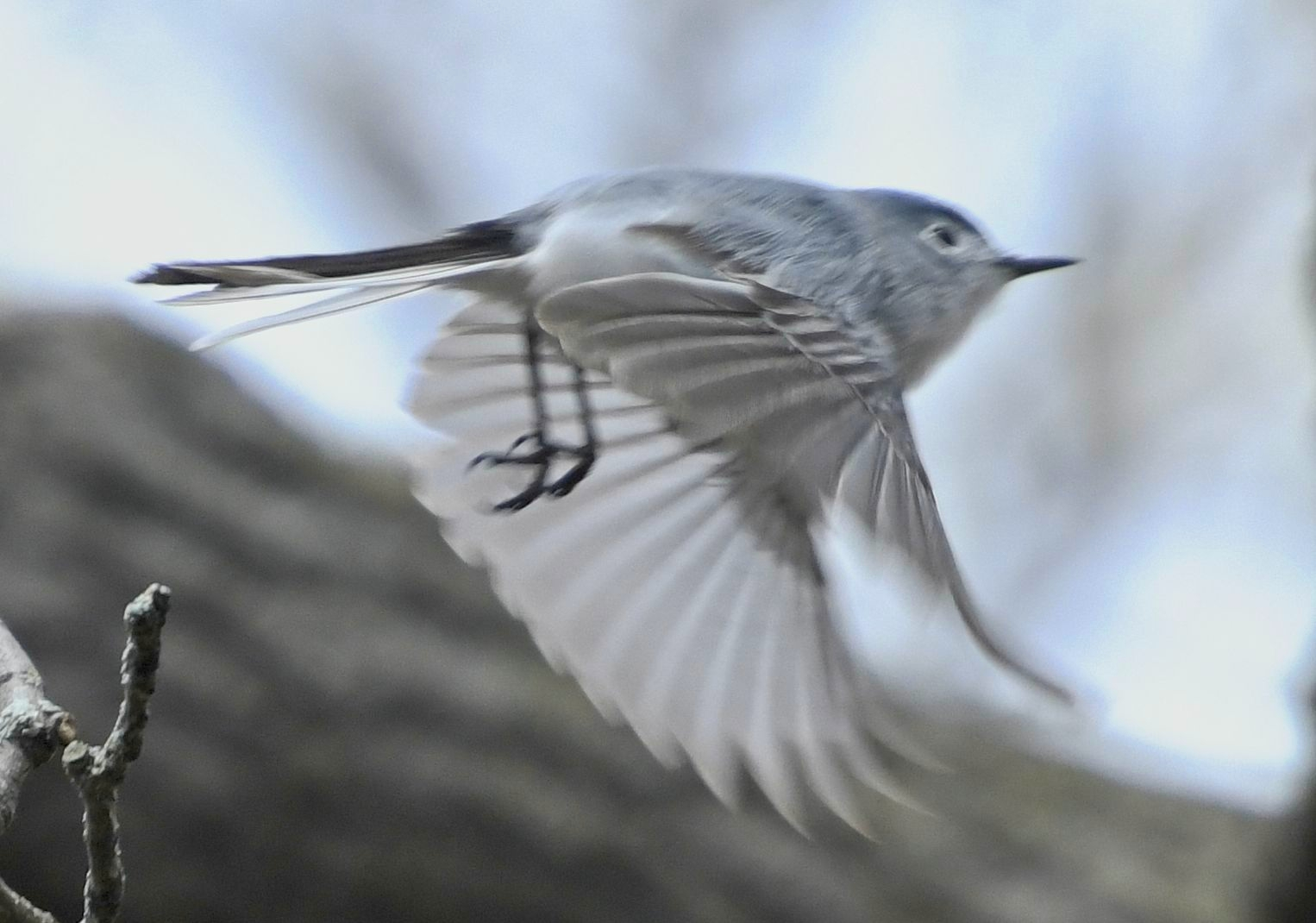
Комароловка в польоті

## Підвиди
- Polioptila caerulea caerulea (Linnaeus, 1766)
- Polioptila caerulea caesiogaster Ridgway, 1887
- Polioptila caerulea comiteca A. R. Phillips, 1991
- Polioptila caerulea cozumelae Griscom, 1926
- Polioptila caerulea deppei van Rossem, 1934
- Polioptila caerulea nelsoni Ridgway, 1903
- Polioptila caerulea obscura Ridgway, 1883
- Polioptila caerulea perplexa A. R. Phillips, 1991